# چهل گز
چهل گز یک روستا در ایران است که در دهستان سردابه، بخش مرکزی شهرستان اردبیل، شهرستان اردبیل در استان اردبیل واقع شده‌است. چهل گز ۱۹۶ نفر جمعیت دارد. 
نام دیکر روستای چهل گز : چهل گز ، چهل گزی ، چیل گزی ، چیل گز ، آزاد گنج ، آزاد گزی ، آزاد گز ، چهل گنج ، چیل گنج  می باشد 